# Василевка (Кобелякский район)
Василевка (укр. Василівка) — село, Василевский сельский совет, Кобелякский район, Полтавская область, Украина.
Код КОАТУУ — 5321880901. Население по переписи 2001 года составляло 437 человек.
Является административным центром Василевского сельского совета, в который, кроме того, входят сёла
Брынзы,
Гаймаровка,
Лесинки,
Литвины,
Мартыновка и
Сенное.

## Географическое положение
Село Василевка находится в 5-и км от левого берега реки Ворскла.
На расстоянии в 1 км от села расположено село Гаймаровка, в 2-х км — сёла Панское и Проскуры.
Село окружено большим болотом.

## Известные уроженцы
- Васильковский, Павел Игнатьевич — украинский советский деятель, председатель исполнительного комитета Ровенского областного совета депутатов трудящихся. Депутат Верховного Совета УССР 2-го созыва.

## Экономика
- ЧП «Василевское».

## Объекты социальной сферы
- Школа I—II ст.